# Audiència provincial
Una audiència provincial és un òrgan judicial col·legiat que exerceix la seva jurisdicció en l'àmbit de cada província d'Espanya, de la qual pren el nom. Està regulada en els articles 80 a 83 de la Llei orgànica 6/1985, d'1 de juliol, del poder judicial. Les audiències provincials estan formades per un president i dos o més magistrats, sovint agrupats en seccions, que podran tenir fins a quatre magistrats. Les seccions es poden especialitzar en determinades classes d'assumptes, i poden tenir la seva seu fora de la capital provincial (per exemple, l'Audiència Provincial d'Alacant té seccions a Elx, i la d'Astùries té seccions a Gijón)).

## Competències
En l'ordre penal, corresponen a les audiències provincials:
- Les causes per delictes, quan no siguin atribuïdes als jutjats del penal.
- Els recursos contra les resolucions dels jutjats d'instrucció, del penal, de vigilància penitenciària, de violència sobre la dona i de menors.

En l'ordre civil, són competència de les audiències provincials:
- Els recursos contra les resolucions dels jutjats de primera instància i mercantils.

Coneixerà igualment de:
- Els conflictes de competències entre jutjats de la mateixa província.
- La recusació dels seus magistrats.
- El judici de jurat.